# Calliaster
Calliaster is een geslacht van zeesterren uit de familie Goniasteridae.				

## Soorten
- Calliaster acanthodes H.L. Clark, 1923
- Calliaster baccatus Sladen, 1889
- Calliaster childreni Gray, 1840
- Calliaster corynetes Fisher, 1913
- Calliaster elegans Döderlein, 1922
- Calliaster erucaradiatus Livingstone, 1936
- Calliaster mamillifer Alcock, 1893
- Calliaster pedicellaris Fisher, 1906
- Calliaster quadrispinus Liao, 1989
- Calliaster regenerator Döderlein, 1922
- Calliaster spinosus H.L. Clark, 1916
- Calliaster thompsonae H.E.S. Clark, 2001